# Saison 4 de Chapeau melon et bottes de cuir
Chronologie
Saison 3 Saison 5
Cet article présente les épisodes de la quatrième saison de la série télévisée britannique Chapeau melon et bottes de cuir (The Avengers), diffusée du 2 octobre 1965 au 26 mars 1966.
La saison 1, principalement diffusée en direct, n'a pas été considérée comme une « vraie saison » sur le plan commercial : la commercialisation de la série en DVD ignore totalement cette saison. La deuxième saison est donc dénommée commercialement « saison 1 », etc., etc., la saison 4 a donc été commercialisée sous le nom de « saison 3 ».

## Fiche technique
- Musique : Laurie Johnson
- Directeur artistique : Harry Pottle (excepté l'épisode 4 Faites de beaux rêves)
- Costumes : Jackie Jackson
- Responsable des cascades : Ray Austin
- Chargé de production : Albert Fennell
- Producteur associé : Brian Clemens
- Producteur : Julian Wintle
- Durée de chaque épisode : 52 minutes
- Format : noir et blanc

## Distribution principale
- Patrick Macnee : John Steed
- Diana Rigg : Emma Peel

## Épisodes

### Épisode 1:Les Aigles
Fiche technique
- Titre original :  The Master Minds
- Réalisateur : Peter Graham Scott
- Scénario : Robert Banks Stewart
- Photographie : Gerry Turpin
- Cadreur : Ronnie Taylor
- Montage : Peter Tanner
- Date de première diffusion :  Royaume-Uni : 6 novembre 1965

Reste de la distribution
- Laurence Hardy :  Sir Clive Todd
- Patricia Haines :  Holly Trent
- Bernard Archard :  Desmond Leeming
- Ian MacNaughton :  Le docteur Fergus Campbell
- John Wentworth :  Sir Jeremy
- Georgina Ward :  Davinia Todd
- Manning Wilson :  Le major Plessy
- Ray Austin (non crédité) : Un cambrioleur masqué

Synopsis
Un homme politique influent, Sir Clive Todd, est retrouvé blessé, dans un état comateux et amnésique, après une tentative de cambriolage... par lui-même ! Le docteur Campbell qui le soigne s'avère manipulé et oriente Steed et Mme Peel vers un club dont les membres ont un quotient intellectuel très élevé...
N.B: Premier épisode tourné avec Diana Rigg, l'alchimie avec Patrick Macnee est déjà bien présente mais on peut noter que le jeu de l'actrice est encore calqué sur le modèle de sa prédécesseur Cathy Gale (Honor Blackman); quelques épisodes plus tard, Emma Peel trouvera sa vraie personnalité

### Épisode 2:Meurtre par téléphone
Fiche technique
- Titre original : Dial a Deadly Number
- Réalisateur : Don Leaver
- Scénario : Roger Marshall
- Photographie : Gerry Turpin
- Cadreur : Ronnie Taylor
- Montage : Richard Best
- Date de première diffusion :  Royaume-Uni : 4 décembre 1965

Reste de la distribution
- Clifford Evans (en) :  Henry Boardman
- Jan Holden :  Ruth Boardman
- Anthony Evans :  Ben Jago
- John Carson :  Fitch
- Peter Bowles :  John Harvey
- Gerald Sim :  Frederick Yuill
- Michael Trubshawe :  Le général
- Norman Chappell :  Macombie
- John Bailey :  Warner
- Edward Cast :  Le serveur

Synopsis
Plusieurs hommes d'affaires meurent d'une crise cardiaque. Ils étaient tous porteurs d'un stylo censé les « biper » lorsque leur bureau cherche à les joindre. Steed et Mme Peel se font eux-mêmes passer pour des financiers afin de remonter à la source…
N.B: Le titre de l'épisode rappelle celui d'un film d'Alfred Hitchcock : Dial M for Murder (en français : Le crime était presque parfait)

### Épisode 3:Mort en magasin
Fiche technique
- Titre original :  Death at Bargain Prices
- Réalisateur : Charles Crichton
- Scénario : Brian Clemens
- Photographie : Gerry Turpin
- Cadreur : Ronnie Taylor
- Montage : Peter Tanner
- Date de première diffusion :  Royaume-Uni : 23 octobre 1965

Reste de la distribution
- André Morell :  Horatio Kane (VF : Robert Dalban)
- T.P. McKenna :  Wentworth
- Allan Cuthbertson :  Farthingale
- George Selway :  Massey
- Harvey Ashby :  Marco
- John Cater :  Jarvis
- Peter Howell :  Le professeur Popple
- Ronnie Stevens :  Glynn
- Diane Clare :  Julie

Synopsis
Un agent est retrouvé mort, avec pour seul indice sur lui une note — mais datée d'un dimanche — d'un grand magasin. Mme Peel y devient vendeuse et Steed conseiller en gestion. Horatio Kane, le propriétaire, vit retiré du monde au dernier étage, et a confié la direction de son magasin à des "hommes de main"...
N.B: Un des épisodes préférés de Patrick Macnee.

### Épisode 4:Faites de beaux rêves
Fiche technique
- Titre original :  Too Many Christmas Trees
- Réalisateur : Roy Baker
- Scénario : Tony Williamson
- Photographie : Gerry Turpin
- Cadreur : Ronnie Taylor
- Directeur artistique : Robert Jones
- Montage : Richard Best
- Date de première diffusion :  Royaume-Uni : 25 décembre 1965

Reste de la distribution
- Mervyn Johns :  Brandon Storey
- Edwin Richfield :  Le docteur Felix Teasel
- Jeannette Sterke :  Janice Crane
- Alex Scott :  Martin Trasker
- Robert James :  Jenkins
- Barry Warren :  Jeremy Wade

Synopsis
Un groupe de télépathes "s'introduit" dans le cerveau de Steed qui fait des cauchemars à répétition. Ainsi, il rêve de la mort d'un collègue qui est effectivement retrouvé décédé le lendemain. Mme Peel l'invite à passer le réveillon de Noël chez Brandon Storey, amateur de Charles Dickens et ayant organisé une soirée costumée qui lui est dédiée. En arrivant au domaine de Storey, Steed s'aperçoit qu'il en a déjà rêvé...

### Épisode 5:Les Cybernautes
Fiche technique
- Titre original :  The Cybernauts
- Réalisateur : Sidney Hayers
- Scénario : Philip Levene
- Photographie : Alan Hume
- Montage : Peter Tanner
- Date de première diffusion :  Royaume-Uni : 16 octobre 1965

Reste de la distribution
- Michael Gough :  Le docteur Armstrong
- Frederick Jaeger :  Benson
- Bernard Horsfall :  Jephcott
- Bert Kwouk :  Tusamo
- John Hollis :  Sensai
- Ronald Leigh Hunt :  Lambert
- Gordon Whiting : Hammond

Synopsis
Des dirigeants de société sont tués dans des circonstances analogues : à chaque fois, le meurtrier a laissé des traces dénotant une force surhumaine. Les investigations de Steed et Mme Peel les amènent à rencontrer le docteur Armstrong, un fou de robotique...
N.B: Un classique de la série, il est le premier d'une trilogie avec Le Retour des Cybernautes (saison 5) et Le Dernier des Cybernautes (saison 7).

### Épisode 6:Les Fossoyeurs
Fiche technique
- Titre original : The Gravediggers
- Réalisateur : Quentin Lawrence
- Scénario : Malcolm Hulke
- Photographie : Alan Hume
- Montage : Richard Best
- Date de première diffusion :  Royaume-Uni : 9 octobre 1965

Reste de la distribution
- Ronald Fraser : Sir Horace Winslip
- Paul Massie : Johnson
- Caroline Blakiston : Miss Thirlwell
- Victor Platt : Sexton
- Charles Lamb : Fred
- Wanda Ventham : L'infirmière Spray
- Ray Austin : Baron
- Steven Berkoff : Sager
- Bryan Mosley : Miller
- Lloyd Lamble : Le docteur Marlow

Synopsis
Le système radar de la défense nationale est perturbé par des interférences, dont la source est un hôpital qu'un riche philanthrope, Sir Winslip, a créé sur son domaine. Grand amateur de chemin de fer, il a aussi fait aménager, dans le parc, un réseau ferré avec un train à échelle humaine. Steed et Mme Peel (qui est embauchée comme infirmière) s'introduisent sur place et découvrent qu'une entreprise de pompes funèbres est liée à l'hôpital...
N.B: À noter que le titre de cet épisode est le même (en VF) qu'un autre épisode de la saison 3: Les Fossoyeurs (en VO: The Undertakers). Ces épisodes n'ont cependant aucun rapport entre eux.

### Épisode 7:Cœur à cœur
Fiche technique
- Titre original :  The Murder Market
- Réalisateur : Peter Graham Scott
- Scénario : Tony Williamson
- Photographie : Gerry Turpin
- Cadreur : Ronnie Taylor
- Montage : Richard Best
- Date de première diffusion :  Royaume-Uni : 13 novembre 1965

Reste de la distribution
- Patrick Cargill :  M. Lovejoy
- Suzanne Lloyd :  Barbara Wakefield
- Naomi Chance :  Mme Stone
- Peter Bayliss :  Dinsford
- John Woodvine (en) :  Robert Stone
- Edward Underdown :  Jonathan Stone
- Barbara Roscoe : La réceptionniste
- John Forgham : Beale

Synopsis
Plusieurs hommes sont éliminés, ayant comme point commun d'avoir recherché "l'âme sœur" auprès de la même agence matrimoniale où, pour les besoins de l'enquête, Steed devient tueur à gages ! Éliminer Mme Peel sera sa première mission...

### Épisode 8:Avec vue imprenable
Fiche technique
- Titre original :  Room without a View
- Réalisateur : Roy Baker
- Scénario : Roger Marshall
- Photographie : Alan Hume
- Montage : Peter Tanner
- Date de première diffusion :  Royaume-Uni : 8 janvier 1966

Reste de la distribution
- Paul Whitsun-Jones :  Max Chessman
- Peter Jeffrey :  Varnals
- Richard Bebb :  Le docteur Cullen
- Philip Latham :  Carter
- Peter Arne :  Leonard Martin Pasold
- Vernon Dobtcheff :  Pushkin
- Peter Madden :  Le docteur Wadkin

Synopsis
Un scientifique, ressurgi après avoir disparu, semble avoir subi un lavage de cerveau dans un camp en Mandchourie. Lui et plusieurs autres collègues également disparus séjournaient à l'hôtel londonien de Max Chessman au moment où l'on a perdu leurs traces ; Steed et Mme Peel s'y introduisent donc...

### Épisode 9:Dans sept jours, le déluge
Fiche technique
- Titre original :  A Surfeit of H²O
- Réalisateur : Sidney Hayers
- Scénario : Colin Finbow
- Photographie : Alan Hume
- Montage : Richard Best
- Date de première diffusion :  Royaume-Uni : 20 novembre 1965

Reste de la distribution
- Noel Purcell :  Jonah Bernard
- Albert Lieven :  Le docteur Sturm
- Sue Lloyd :  Joyce Jason
- Talfryn Thomas :  Eli Barker
- John Kidd :  Sir Arnold Kelly
- Geoffrey Palmer :  Martin Smythe

Synopsis
Un homme est retrouvé noyé dans un champ, alors qu'aucune goutte de pluie n'est censée être tombée dans la région dernièrement. L'enquête de Steed et de Mme Peel les conduit vers une entreprise viticole située à côté du champ et leur font rencontrer Jonah Bernard, un excentrique qui prédit l'imminence d'un nouveau Déluge et construit une Arche de Noé...
N.B: L'intrigue de cet épisode deviendra celui du film de 1997, Sean Connery dans le rôle du méchant qui veut en effet conquérir le monde en contrôlant la pluie et le beau temps.

### Épisode 10:Un Steed de trop
Fiche technique
- Titre original :  Two's a Crowd
- Réalisateur : Roy Baker
- Scénario : Philip Levene
- Photographie : Alan Hume
- Montage : Peter Tanner
- Date de première diffusion :  Royaume-Uni : 18 décembre 1965

Reste de la distribution
- Warren Mitchell :  Brodny
- Maria Machado :  Alicia Elena
- Alec Mango : Shvedloff
- Wolfe Morris :  Pudeshkin
- Julian Glover :  Vogel
- John Bluthal (en) :  Ivenko
- Eric Lander :  Le major Carson

Synopsis
Quatre agents étrangers sont réunis dans le pays, sous les ordres du Colonel Psev que les services secrets britanniques ne sont jamais parvenus à identifier. Leur but est d'infiltrer une conférence afin de subtiliser des documents confidentiels. Leur tâche est facilitée lorsqu'ils dénichent un sosie parfait de Steed qui doit justement participer à cette conférence...
N.B: Deuxième épisode de la série sur le thème des doubles, on retrouve l'acteur Warren Mitchell jouant le rôle de l'hilarant Brodny, rôle semblable en tous points à celui de Keller dans l'épisode Les Charmeurs (The Charmers) dans la saison précédente. Brodny réapparaîtra dans l'épisode L'homme transparent (The See-Though Man) de la saison 5, cas quasi unique dans la série qui a toujours évité de faire réapparaître un même personnage.

### Épisode 11:La Mangeuse d'hommes du Surrey
Fiche technique
- Titre original :  Man-Eater of Surrey Green
- Réalisateur : Sidney Hayers
- Scénario : Philip Levene
- Photographie : Alan Hume
- Montage : Richard Best
- Date de première diffusion :  Royaume-Uni : 11 décembre 1965

Reste de la distribution
- Derek Farr :  Sir Lyle Peterson
- Athene Seyler :  Le docteur Sheldon
- Gillian Lewis :  Laura Burford
- William Job :  Alan Carter
- David Hutcheson :  Le commandant Davies
- Joe Ritchie :  Le patron du café
- Donald Oliver :  Bob Pearson
- Joby Blanshard :  Joe Mercer

Synopsis
Des scientifiques-botanistes paraissent avoir été kidnappés et se retrouvent tous sur le domaine de Sir Peterson, afin de mener à bien un mystérieux projet commun. Steed et Mme Peel découvrent dans les parages une plante inconnue qui semble liée à ce projet...
N.B: Seul épisode où les téléspectateurs peuvent voir un combat féroce entre Steed et...sa partenaire! (sous l'emprise d'un charme). Les doublures sont malheureusement visibles. 

### Épisode 12:La Poussière qui tue
Fiche technique
- Titre original :  Silent Dust
- Réalisateur : Roy Baker
- Scénario : Roger Marshall
- Photographie : Ernest Steward
- Montage : Peter Tanner
- Date de première diffusion :  Royaume-Uni : 1er janvier 1966

Reste de la distribution
- William Franklyn :  Omrod
- Jack Watson :  Juggins
- Conrad Phillips :  Mellors
- Norman Bird :  Croft
- Hilary Wontner :  Le ministre
- Joanna Wake :  Miss Snow
- Isobel Black :  Clare Prendergast
- Charles Lloyd Pack :  Sir Manfred Fellows
- Aubrey Morris :  Quince
- Robert Dorning :  Howard

Synopsis
Steed et Mme Peel enquêtent sur la mystérieuse "épidémie" ayant frappé un périmètre délimité dans la campagne anglaise : les oiseaux et la végétation y sont morts. Le responsable est un engrais chimique dont l'inventeur est décédé, mais repris par des maîtres-chanteurs...

### Épisode 13:L'Heure perdue
Fiche technique
- Titre original : The Hour That Never Was
- Réalisateur : Gerry O'Hara
- Scénario : Roger Marshall
- Photographie : Ernest Steward
- Montage : Richard Best
- Costumes de Diana Rigg : John Bates
- Date de première diffusion :  Royaume-Uni : 27 novembre 1965

Reste de la distribution
- Gerald Harper :  Geoffrey Ridsdale
- Dudley Foster :  Philip Leas
- Roy Kinnear :  Hickey
- Roger Booth :  'Porky' Purser
- Daniel Moynihan :  Le caporal-barman
- David Morrell :  Wiggins
- Fred Haggerty :  Le chauffeur
- Ray Austin (non crédité) :  Le laitier assassiné

Synopsis
Invité à une fête, avant sa fermeture définitive, dans l'ancienne base aérienne où il a servi durant la Seconde Guerre mondiale, Steed s'y rend avec Mme Peel, mais ils sont victimes d'un accident de voiture à proximité. Terminant à pied, ils trouvent la base entièrement déserte. Steed est bientôt mystérieusement assommé et se réveille dans sa voiture accidentée, mais sans Emma. Il refait le même parcours, mais cette fois, la base est très animée...
N.B: Cet épisode est un classique. C'est la seule fois où le duo principal reste seul en scène aussi longuement (22 minutes sur 50!)

### Épisode 14:Voyage sans retour
Fiche technique
- Titre original : The Town of no Return
- Réalisateur : Roy Baker
- Scénario : Brian Clemens
- Photographie : Ernest Steward
- Montage : Peter Tanner
- Costumes de Diana Rigg : John Bates
- Date de première diffusion :  Royaume-Uni : 2 octobre 1965

Reste de la distribution
- Alan MacNaughtan : Brandon
- Patrick Newell : Smallwood
- Terence Alexander :  'Piggy' Warren
- Jeremy Burnham : Le vicaire
- Robert Brown : Saul
- Juliet Harmer : Jill Manson
- Walter Horsbrugh : L'inspecteur des écoles

Synopsis
À proximité d'un petit village en bord de mer, quatre agents ont successivement disparu, qui faisaient partie de l'organisation où travaillent Steed et Mme Peel. Ceux-ci partent y enquêter, lui se faisant passer pour un voyageur de passage, elle se faisant embaucher comme institutrice à l'école du village....
N.B: Cet épisode fut d'abord tourné avec Elisabeth Shepeard dans le rôle d'Emma Peel, mais le courant ne passe pas avec Patrick Macnee et les producteurs s'aperçoivent qu'elle ne fait pas l'affaire. Elle est remerciée et l'épisode est momentanément abandonné. En fait cet épisode fut retourné en milieu de saison mais ce fut le premier à être diffusé.
La scène de l'escrime sera reprise dans le film de 1997.
L'intrigue sera reprise en bonne partie dans l'épisode Le mort vivant (The Living Dead) de la saison 5 même si on ne peut parler de remake.
A noter aussi la participation de Patrick Newell qui jouera le rôle de Mère-Grand dans la saison 6.

### Épisode 15:Le Fantôme du château De'Ath
Fiche technique
- Titre original :  Castle De'ath
- Réalisateur : James Hill
- Scénario : John Lucarotti
- Photographie : Ernest Steward
- Montage : Richard Best
- Costumes de Diana Rigg : John Bates
- Date de première diffusion :  Royaume-Uni : 30 octobre 1965

Reste de la distribution
- Gordon Jackson :  Ian
- Robert Urquhart :  Angus
- Jack Lambert :  McNab
- James Copeland :  Roberton
- Russell Waters :  Le contrôleur

Synopsis
Steed et Mme Peel enquêtent dans un vieux château écossais, hanté comme il se doit, mais où il se passe des choses autrement mystérieuses...
N.B: La fameuse danse de Steed en kilt (effet garanti!) est malheureusement amputée dans la version française.

### Épisode 16:Le jeu s'arrête au 13
Fiche technique
- Titre original :  The Thirteenth Hole
- Réalisateur : Roy Baker
- Scénario : Tony Williamson
- Photographie : Lionel Banes
- Montage : Peter Tanner
- Costumes de Diana Rigg : John Bates
- Date de première diffusion :  Royaume-Uni : 29 janvier 1966

Reste de la distribution
- Patrick Allen :  Reed
- Hugh Manning :  Le colonel Watson
- Peter Jones :  Le docteur Adams
- Victor Maddern :  Jackson
- Francis Matthews :  Collins
- Donald Hewlett :  Waversham
- Norman Wynne :  Le professeur Minley
- Richard Marner :  L'homme à la télévision

Synopsis
Un agent est tué sur un terrain de golf, à proximité du trou n° 13. Steed et Mme Peel enquêtent au Club gérant ce terrain, dont le même trou du parcours semble être la clef de l'énigme...

### Épisode 17:Petite chasse pour gros gibier
Fiche technique
- Titre original :  Small Game for Big Hunters
- Réalisateur : Gerry O'Hara
- Scénario : Philip Levene
- Photographie : Lionel Banes
- Montage : Richard Best
- Costumes de Diana Rigg : John Bates
- Date de première diffusion :  Royaume-Uni : 15 janvier 1966

Reste de la distribution
- Bill Fraser :  Le colonel Rawlins
- James Villiers :  Simon Trent
- Liam Redmond :  Le professeur Swain
- A.J. Brown :  Le docteur Gibson
- Peter Burton :  Fleming
- Paul Danquah :  Razafi
- Tom Gill :  L'homme en tenue tropicale
- Esther Anderson :  Lala
- Peter Thomas :  Kendrick

Synopsis
Un homme est retrouvé dans le coma, en tenue tropicale et avec une fléchette plantée dans le corps, enduite d'un poison originaire du Kalaya. Mme Peel consulte un spécialiste, le professeur Swain. De son côté, Steed rend visite au colonel Rawlins qui a reconstitué dans sa maison londonienne la jungle du Kalaya…
Au sujet du titre français
Bien que sur les coffrets DVD le titre indiqué soit la traduction littérale de l'original anglais (« Petit gibier pour gros chasseurs ») celui figurant sur le générique français original créé par la société Jean-Paul Blondeau pour l'ORTF dans les années 1960 est bien « Petite chasse pour gros gibier », et c'est bien ce titre qui figure au début de l'épisode réédité sur DVD.

### Épisode 18:Maille à partir avec les taties
Fiche technique
- Titre original : The Girl from AUNTIE
- Réalisateur : Roy Baker
- Scénario : Roger Marshall
- Photographie : Lionel Banes
- Montage : Lionel Selwyn
- Costumes de Diana Rigg : John Bates
- Date de première diffusion :  Royaume-Uni : 22 janvier 1966

Reste de la distribution
- Liz Frazer :  Georgie Price-Jones
- Alfred Burke :  Gregorie Auntie
- Bernard Cribbins :  Arkwright
- David Bauer (en) :  Ivanoff
- Mary Merrall :  La vieille dame
- Sylvia Coleridge :  La tante Hetty
- Yolande Turner :  La réceptionniste
- Ray Martine :  Le chauffeur de taxi
- Maurice Browning :  Le russe
- John Rutland : Fred Jacques

Synopsis
Mme Peel est victime d'un enlèvement et Steed, à son retour de vacances, découvre que la blonde Georgie a été engagée pour la remplacer, mais par qui ? Tous les intermédiaires sont retrouvés morts, une aiguille à tricoter plantée dans le dos. Les indices mènent Steed, aidé par Georgie, jusqu'à un club de tricoteuses et un marchand d'art. Celui-ci a organisé une vente aux enchères dont l'un des lots est… Mme Peel !
N.B: Episode où Emma Peel est quasi absente, Steed fait alors équipe avec une remplaçante. Cet épisode est le plus hilarant de cette saison.
On peut noter que le titre original de l'épisode fait directement référence à la série « The man from U.N.C.L.E. » sortie en France sous le nom « Des agents très spéciaux ».

### Épisode 19:La Danse macabre
Fiche technique
- Titre original :  Quick-Quick Slow Death
- Réalisateur : James Hill
- Scénario : Robert Banks Stewart
- Photographie : Alan Hume
- Montage : Richard Best
- Costumes de Diana Rigg : John Bates
- Date de première diffusion :  Royaume-Uni : 5 février 1966

Reste de la distribution
- Eunice Gayson :  Lucille Banks
- Maurice Kaufmann :  Ivor Bracewell
- Carole Gray :  Nicki
- Larry Cross :  Chester Read
- James Belchamber :  Peever
- John Woodnutt :  Le capitaine Noble
- Alan Gerrard :  Fintry
- David Kernan :  Piedi
- Colin Ellis :  Bernard
- Graham Armitage :  Huggins
- Charles Hodgson :  Syder
- Ronald Govey :  Le directeur de la banque
- Michael Peake :  Willi Fehr

Synopsis
Un agent étranger a été retrouvé, apparemment en état de choc, poussant un landau contenant un inconnu en smoking criblé de balles. L'enquête mène à une école de danse, où Mme Peel est embauchée comme professeur. Steed, pour sa part, prend des leçons...

### Épisode 20:Les Chevaliers de la mort
Fiche technique
- Titre original :  The Danger Makers
- Réalisateur : Charles Crichton
- Scénario : Roger Marshall
- Photographie : Alan Hume
- Montage : Peter Tanner
- Costumes de Diana Rigg : John Bates
- Date de première diffusion :  Royaume-Uni : 12 février 1966

Reste de la distribution
- Nigel Davenport :  Robertson
- Douglas Wilmer :  Le docteur Long
- Fabia Drake :  Le colonel Adams
- Moray Watson :  Peters
- Adrian Ropes :  Stanhope
- Richard Coleman :  L'officier de la R.A.F.
- John Gatrell :  Lamble

Synopsis
De hauts militaires retraités menant des actions suicidaires, Steed et Mme Peel enquêtent auprès d'une base militaire et d'une organisation proposant à des anciens soldats en mal de combats la reconstitution très réaliste d'actions guerrières...

### Épisode 21:Le Club de l'enfer
Fiche technique
- Titre original :  A Touch of Brimstone
- Réalisateur : James Hill
- Scénario : Brian Clemens
- Photographie : Alan Hume
- Montage : Richard Best
- Costumes de Diana Rigg : John Bates
- Date de première diffusion :  Royaume-Uni : 19 février 1966

Reste de la distribution
- Peter Wyngarde :  John Cartney
- Colin Jeavons :  Darcy
- Carol Cleveland :  Sara
- Robert Cawdron :  Horace
- Michael Latimer :  Roger Winthrop
- Jeremy Young :  Willy Frant
- Bill Wallis :  Tubby Bunn
- Steve Plytas :  Kartovski
- Art Thomas :  Pierre
- Alf Joint :  Le grand homme
- Bill Reed :  Le colosse

Synopsis
Des farces diverses sont organisées, discréditant le Gouvernement, pas si innocentes que cela puisque l'une d'elles provoque la mort d'un diplomate. La piste conduit au "Hellfire Club", dont Steed devient membre et Mme Peel la "Reine du Péché" (!), dans un décor et des costumes reconstituant l'année 1759...
N.B: Attention! Episode culte! Cet épisode est en effet le plus érotisé dans l'histoire de la série. La scène où Mme Peel devient "la Reine du Péché" est restée dans les annales de la télévision tout comme son duel contre Cartney (Peter Wyngarde, inoubliable), la double lecture (tenue fétichiste, fouet, machisme de Cartney...) de ce combat est très claire (hélas, cette scène est aussi écourtée dans la version française). Cet épisode est le seul dans la série à avoir été censuré!

### Épisode 22:Les espions font le service
Fiche technique
- Titre original :  What the Butler saw
- Réalisateur : Bill Bain
- Scénario : Brian Clemens
- Photographie : Alan Hume
- Montage : Lionel Selwyn
- Costumes de Diana Rigg : John Bates
- Date de première diffusion :  Royaume-Uni : 26 février 1966

Reste de la distribution
- Thorley Walters :  Hemming
- John Le Mesurier :  Benson
- Denis Quilley :  Le capitaine Miles
- Kynaston Reeves :  Le major-général Goddard
- Howard Marion Crawford :  Le brigadier Goddard
- Humphrey Lestocq :  Le vice-amiral Willows
- Ewan Hooper :  Le sergent Moran
- Leon Sinden :  Le chef d'escadron Hogg
- David Swift :  Le barbier
- Norman Scace :  Reeves
- Peter Hughes :  Walters

Synopsis
Un traître sévit au sein de l'armée britannique et trois officiers sont les principaux suspects. Mme Peel devient la "dame de compagnie" de l'un d'eux qui la séduit, tandis que Steed suit une formation dans une école de majordomes, car ceux au service des suspects semblent liés aux "fuites" de documents confidentiels et viennent de cette école... 

### Épisode 23:L'Héritage diabolique
Fiche technique
- Titre original :  The House that Jack built
- Réalisateur : Don Leaver
- Scénario : Brian Clemens
- Photographie : Lionel Banes
- Montage : Richard Best
- Costumes de Diana Rigg : John Bates
- Date de première diffusion :  Royaume-Uni : 5 mars 1966

Reste de la distribution
- Michael Goodliffe :  Le professeur Keller
- Griffith Davies :  Burton
- Michael Wynne :  Withers
- Keith Pyott :  Pennington

Synopsis
Mme Peel reçoit en héritage, d'un oncle inconnu, une maison de campagne. Elle s'y rend et se retrouve seule, enfermée dans un lieu entièrement automatisé, truffé de gadgets divers...
N.B: Episode où Steed n'a qu'un rôle accessoire. Ce chef-d'œuvre est aussi un classique de la série.
D'après Brian Clemens, c'est son meilleur scénario (avec celui de Méfiez-vous des Morts! ou Dead Men are Dangereous en VO, saison 8)

### Épisode 24:L'Économe et le sens de l'histoire

#### Fiche technique
- Titre original : A Sense of History
- Réalisateur : Peter Graham Scott
- Scénario : Martin Woodhouse
- Photographie : Gilbert Taylor
- Montage : Peter Tanner
- Costumes de Diana Rigg : John Bates (en)
- Date de première diffusion :  Royaume-Uni : 12 mars 1966

#### Reste de la distribution
- Nigel Stock : Richard Carlyon
- John Barron (en) : Henge
- John Glyn-Jones : Grindley
- John Ringham : Le professeur Acheson
- Patrick Mower : Duboys
- Robin Phillips : John Pettit
- Peter Blythe : Millerson
- Peter Bourne : Allen
- Jacqueline Pearce : Marianne

#### Synopsis
Un économiste et humaniste est assassiné. L'enquête mène Steed et Mme Peel dans une université, où ils rencontrent un groupe d'étudiants aux idées extrémistes, et découvrent une thèse reprenant ces mêmes idées, dont l'auteur anonyme pourrait être le cerveau de la bande…

### Épisode 25:Comment réussir... un assassinat
Fiche technique
- Titre original :  How to succeed... at Murder
- Réalisateur : Don Leaver
- Scénario : Brian Clemens
- Photographie : Lionel Banes
- Montage : Richard Best
- Costumes de Diana Rigg : John Bates
- Date de première diffusion :  Royaume-Uni : 19 mars 1966

Reste de la distribution
- Sarah Lawson :  Mary
- Angela Browne :  Sara
- Anne Cunningham :  Gladys
- Zeph Gladstone :  Liz
- Artro Morris :  Henry
- Jerome Willis :  Joshua Rudge
- Christopher Benjamin :  Hooter
- Kevin Brennan :  Sir George Morton
- David Garth :  Barton
- Robert Dean :  Finlay
- Sidonie Bond :  Annie

Synopsis
Des chefs d'entreprises sont assassinés par leurs secrétaires qui fréquentent une école très spéciale, où elles sont formées à se "défendre". Pour infiltrer cette organisation, Steed devient homme d'affaires et Mme Peel entre en formation...

### Épisode 26:Du miel pour le prince
Fiche technique
- Titre original : Honey for the Prince
- Réalisateur : James Hill
- Scénario : Brian Clemens
- Photographie : Lionel Banes
- Montage : Lionel Selwyn
- Costumes de Diana Rigg : John Bates
- Date de première diffusion :  Royaume-Uni : 26 mars 1966

Reste de la distribution
- Ron Moody : Hopkirk
- Zia Mohyeddin : Le prince Ali
- George Pastell : Arkadi
- Roland Curram : Vincent
- Bruno Barnabe : Le grand vizir
- Ken Parry :  Bumble
- Jon Laurimore : Ronny Westcott
- Reg Pritchard : Le facteur
- Peter Diamond : Bernie
- Carmen Dene : La jeune femme eurasiatique
- Richard Graydon : George Reed

Synopsis
Un complot d'assassinat contre un prince en visite à Londres est découvert. Une agence spécialisée dans la réalisation de souhaits et fantasmes sert de couverture aux tueurs. Steed sympathise avec le prince tandis que Mme Peel devient membre de son harem et danseuse orientale… 
N.B: La scène de l'effeuillage de Mme Peel (un clin d'œil à la danse de Salomé) causa un scandale et on insista pour qu'elle porte un bijou sur son nombril nu. On y parvint non sans mal, mais les Américains coupèrent quand même la scène lorsque cet épisode fut diffusé aux États-Unis !

## CoffretDVD
- Intitulé du coffret : Chapeau melon et bottes de cuir - Volume 3 [1]
- Édition : StudioCanal
- Format d'image : noir et blanc, plein écran, 4/3, PAL, 1,33 : 1
- Audio : Dolby Digital 2.0
- Langues : français, anglais, 
  - Sous-titres : français, anglais,
- Nombres d'épisodes : 26
- Nombres de disques : 8
- Durée : 1 352 minutes
- Dates de sortie :
  -  France : 3 octobre 2005